# Roller disco (discothèque)

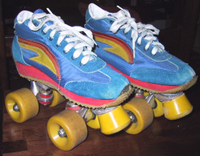
Une paire de patins à roulettes disco.

Un roller disco est une sorte de discothèque où tous les danseurs portent des patins à roulettes (à quatre roues ou en ligne) et roulent en cercle dans une seule direction, bien qu'il y a parfois une section « patinage libre » au milieu de la piste,. La musique jouée à l'intérieur est historiquement du disco mais inclut au fil du temps presque toutes les formes de musique : danse, pop ou rock[réf. souhaitée]. 
Apparus aux États-Unis à la fin des années 1970, ces lieux sont populaires jusqu´au milieu des années 1980, fréquentés particulièrement par la jeunesse afro-américaine,. En France, la pratique du roller disco connait le succès dans des boites de nuit comme Le Palace ou La Main jaune.
Aujourd'hui, l'engouement s'est largement atténué, bien que la pratique ait connue une recrudescence après la pandémie de covid-19,.

## Au cinéma
- Skatetown, U.S.A. (1979)[9]
- Les Challengers (1979)
- Get Rollin' (en) (1980), documentaire
- La Boum (1980), le personnage de Sophie Marceau se rend notamment dans un roller disco appelé La Main jaune[10]
- Xanadu (1980)
- American Party (2002)
- Austin Powers dans Goldmember (2002)[11]
- La Fièvre du roller (2005)[9]
- ATL (2006)[12]